# Lycaste guatemalensis
Lycaste guatemalensis är en orkidéart som beskrevs av Fredy Archila. Lycaste guatemalensis ingår i släktet Lycaste och familjen orkidéer. Inga underarter finns listade i Catalogue of Life.